# فهرست کشورهای اروپایی بر پایه جمعیت

نقشهٔ کشورهای اروپایی بر پایهٔ جمعیت در سال ۲۰۲۱/۲۲ (شامل کشورهای فرا قاره‌ای)

فهرست کشورهای اروپایی بر پایه جمعیت شامل ۵۱ کشور و ۶ قلمرو و وابستگی در اروپا، از جمله قبرس، قزاقستان، ترکیه، و کشورهای قفقاز است.
پرجمعیت‌ترین کشور اروپایی روسیه با ۱۴۵ میلیون نفر جمعیت است. ترکیه، با جمعیت ۸۴ میلیون نفری، هم در اروپا و هم در آسیا قرار دارد و بیشتر جمعیت آن در قسمت آسیایی آن زندگی می‌کنند. اگرچه در قلمروی اروپایی آن، حدود یک دهم جمعیت آن واقع شده‌است. بدون احتساب ترکیه، آلمان دومین کشور پرجمعیت این قاره است که حدود ۸۴ میلیون نفر جمعیت دارد.

## جدول
رتبه‌بندی در این مقاله بر پایهٔ جمعیت‌های داده‌شده تعیین می‌شود که آخرین ارقام ملی موجود است. این فهرست همچنین شامل کوزوو نیز می‌شود که کشورهای اندکی آن را به رسمیت می‌شناسند. برای برخی از کشورها، اعداد ذکرشده تخمین‌ها یا آمارهای قدیمی هستند. علامت * نشان‌دهندهٔ پیوندی به مقاله با عنوان «جمعیت‌شناسی [کشور یا قلمرو]» است.
- کشورهای فراقاره‌ای که در هر دو قارهٔ اروپا و آسیا قرار دارند.
- کشورهای فراقاره‌ای با قلمروهای وابسته در خارج از اروپا.
- کشورهایی که کاملاً در آسیا قرار دارند ولی به دلیل پیوندهای سیاسی، فرهنگی و ورزشی با اروپا، اروپایی در نظر گرفته می‌شوند.

| کشور (یا قلمرو)      | تخمین سازمان ملل (۲۰۱۶) | آمار ملی    | آمار ملی        | منبع                   |
| کشور (یا قلمرو)      | تخمین سازمان ملل (۲۰۱۶) | تخمین       | تاریخ           | منبع                   |
| -------------------- | ----------------------- | ----------- | --------------- | ---------------------- |
| روسیه                |                         | ۱۴۶٬۴۲۴٬۷۲۹ | ۱ ژانویه ۲۰۲۳   | تخمین سالیانهٔ ملی      |
| ترکیه                | ۷۹٬۵۱۲٬۴۲۶              | ۸۵٬۲۷۹٬۵۵۳  | ۳۱ دسامبر ۲۰۲۲  | تخمین سالیانهٔ ملی      |
| آلمان                | ۸۱٬۹۱۴٬۶۷۲              | ۸۴٬۲۷۰٬۶۲۵  | ۳۰ سپتامبر ۲۰۲۲ | تخمین فصلی ملی         |
| فرانسه               | ۶۴٬۷۲۰٬۶۹۰              | ۶۸٬۰۴۳٬۰۰۰  | ۱ فوریه ۲۰۲۳    | تخمین ماهیانهٔ ملی      |
| بریتانیا             | ۶۵٬۷۸۸٬۵۷۴              | ۶۷٬۰۲۶٬۲۹۲  | ۳۰ ژوئن ۲۰۲۱    | تخمین سالیانهٔ ملی      |
| ایتالیا              | ۵۹٬۴۲۹٬۹۳۸              | ۵۸٬۸۳۳٬۰۷۹  | ۱ فوریه ۲۰۲۳    | تخمین ماهیانهٔ ملی      |
| اسپانیا              | ۴۶٬۳۴۷٬۵۷۶              | ۴۷٬۶۱۵٬۰۳۴  | ۱ ژوئیه ۲۰۲۲    | تخمین ملی              |
| اوکراین              | ۴۴٬۴۳۸٬۶۲۵              | ۴۱٬۱۳۰٬۴۳۲  | ۱ فوریه ۲۰۲۲    | تخمین ماهیانهٔ ملی      |
| لهستان               | ۳۸٬۲۲۴٬۴۱۰              | ۳۷٬۷۴۹٬۰۰۰  | ۳۱ ژانویه ۲۰۲۳  | تخمین ماهیانهٔ ملی      |
| رومانی               | ۱۹٬۷۷۸٬۰۸۳              | ۱۹٬۰۵۳٬۸۱۵  | ۱ ژانویه ۲۰۲۲   | ۲۰۲۲ نتایج سرشماری سال |
| قزاقستان             | ۱۷٬۹۸۷٬۷۳۶              | ۱۹٬۶۹۱٬۹۰۰  | ۱ اکتبر ۲۰۲۲    | تخمین ماهیانهٔ ملی      |
| هلند                 | ۱۶٬۹۸۷٬۳۳۰              | ۱۷٬۷۹۸٬۶۱۵  | ۳۱ اکتبر ۲۰۲۲   | تخمین ماهیانهٔ ملی      |
| بلژیک                | ۱۱٬۳۵۸٬۳۷۹              | ۱۱٬۵۸۴٬۰۰۸  | ۱ ژانویه ۲۰۲۲   | تخمین ملی              |
| یونان                | ۱۱٬۱۸۳٬۷۱۶              | ۱۰٬۶۷۸٬۶۳۲  | ۱ ژانویه ۲۰۲۱   | تخمین ملی              |
| چک                   | ۱۰٬۶۱۰٬۹۴۷              | ۱۰٬۵۲۵٬۷۳۹  | ۳۰ ژوئن ۲۰۲۲    | تخمین فصلی ملی         |
| سوئد                 | ۹٬۸۳۷٬۵۳۳               | ۱۰٬۵۳۳٬۲۶۷  | ۳۱ مارس ۲۰۲۳    | تخمین ماهیانهٔ ملی      |
| پرتغال               | ۱۰٬۳۷۱٬۶۲۷              | ۱۰٬۳۶۱٬۸۰۰  | ۱۶ دسامبر ۲۰۲۱  | تخمین سالیانهٔ ملی      |
| آذربایجان            | ۹٬۷۲۵٬۳۷۶               | ۱۰٬۱۶۴٬۴۶۴  | ۱ مارس ۲۰۲۲     | تخمین ملی              |
| مجارستان             | ۹٬۷۵۳٬۲۸۱               | ۹٬۶۸۹٬۰۱۰   | ۱ ژانویه ۲۰۲۲   | تخمین سالیانهٔ ملی      |
| بلاروس               | ۹٬۴۸۰٬۰۴۲               | ۹٬۲۵۵٬۵۰۰   | ۱ ژانویه ۲۰۲۲   | تخمین فصلی ملی         |
| اتریش                | ۸٬۷۱۲٬۱۳۷               | ۹٬۱۰۶٬۱۲۶   | ۱ ژانویه ۲۰۲۳   | آمار موقت فصلی         |
| سوئیس                | ۸٬۴۰۱٬۷۳۹               | ۸٬۷۸۹٬۷۲۶   | ۳۰ سپتامبر ۲۰۲۲ | آمار موقت ملی          |
| صربستان              | ۸٬۸۲۰٬۰۸۳               | ۶٬۶۹۰٬۸۸۷   | ۳۰ سپتامبر ۲۰۲۲ | نتایج سرشماری سال ۲۰۲۲ |
| بلغارستان            | ۷٬۱۳۱٬۴۹۴               | ۶٬۴۲۸٬۳۱۸   | ۳۱ دسامبر ۲۰۲۲  | تخمین ملی              |
| دانمارک              | ۵٬۷۱۱٬۸۷۰               | ۵٬۸۸۳٬۵۶۲   | ۱ آوریل ۲۰۲۲    | تخمین فصلی ملی         |
| فنلاند               | ۵٬۵۰۳٬۱۳۲               | ۵٬۵۵۹٬۱۹۸   | ۳۰ سپتامبر ۲۰۲۲ | تخمین ماهیانهٔ ملی      |
| نروژ                 | ۵٬۲۵۴٬۶۹۴               | ۵٬۴۸۸٬۹۸۴   | ۳۱ دسامبر ۲۰۲۲  | تخمین فصلی ملی         |
| اسلواکی              | ۵٬۴۴۴٬۲۱۸               | ۵٬۴۳۴٬۷۱۲   | ۳۱ دسامبر ۲۰۲۱  | تخمین ملی              |
| جمهوری ایرلند        | ۴٬۷۲۶٬۰۷۸               | ۵٬۱۴۹٬۱۳۹   | ۳ آوریل ۲۰۲۲    | ۲۰۲۲ نتایج سرشماری سال |
| کرواسی               | ۴٬۲۱۳٬۲۶۵               | ۳٬۸۷۹٬۰۷۴   | ۳۱ دسامبر ۲۰۲۱  | تخمین ملی              |
| گرجستان              | ۳٬۹۲۵٬۴۰۵               | ۳٬۶۸۸٬۶۰۰   | ۱ ژانویه ۲۰۲۲   | تخمین سالیانهٔ ملی      |
| بوسنی و هرزگوین      | ۳٬۵۱۶٬۸۱۶               | ۳٬۲۱۹٬۴۱۵   | ۱۵ ژوئن ۲۰۲۰    | تخمین ملی              |
| ارمنستان             | ۲٬۹۲۴٬۸۱۶               | ۲٬۹۶۱٬۶۰۰   | ۱ ژانویه ۲۰۲۲   | تخمین سالیانهٔ ملی      |
| لیتوانی              | ۲٬۹۰۸٬۲۴۹               | ۲٬۸۳۸٬۳۸۹   | ۱ اکتبر ۲۰۲۲    | تخمین ماهیانهٔ ملی      |
| آلبانی               | ۲٬۹۲۶٬۳۴۸               | ۲٬۷۹۳٬۵۹۲   | ۱ ژانویه ۲۰۲۲   | تخمین سالیانهٔ ملی      |
| مولدووا              |                         | ۲٬۵۹۷٬۱۰۰   | ۱ ژانویه ۲۰۲۱   | تخمین ملی              |
| اسلوونی              | ۲٬۰۷۷٬۸۶۲               | ۲٬۱۰۷٬۱۸۰   | ۱ ژانویه ۲۰۲۲   | تخمین ملی              |
| مقدونیه شمالی        |                         | ۱٬۸۳۶٬۷۱۳   | ۳۱ دسامبر ۲۰۲۱  | تخمین ملی              |
| لتونی                | ۱٬۹۷۰٬۵۳۰               | ۱٬۸۸۶٬۳۰۰   | ۱ مه ۲۰۲۲       | تخمین ملی              |
| کوزوو                |                         | ۱٬۷۷۳٬۹۷۱   | ۳۱ دسامبر ۲۰۲۱  | تخمین سالیانهٔ ملی      |
| استونی               | ۱٬۳۱۲٬۴۴۲               | ۱٬۳۳۱٬۷۹۶   | ۱ ژانویه ۲۰۲۲   | تخمین سالیانهٔ ملی      |
| قبرس                 | ۱٬۱۷۰٬۱۲۵               | ۹۱۸٬۱۰۰     | ۳۱ اکتبر ۲۰۲۱   | تخمین سالیانهٔ ملی      |
| لوکزامبورگ           | ۵۷۵٬۷۴۷                 | ۶۴۵٬۳۹۷     | ۱ ژانویه ۲۰۲۲   | تخمین سالیانهٔ ملی      |
| مونته‌نگرو            | ۶۲۸٬۶۱۵                 | ۶۱۷٬۶۸۳     | ۱ ژانویه ۲۰۲۲   | تخمین ملی              |
| مالت                 | ۴۲۹٬۳۶۲                 | ۵۲۰٬۹۷۱     | ۳۱ دسامبر ۲۰۲۱  | تخمین سالیانهٔ ملی      |
| ایسلند               | ۳۳۲٬۴۷۴                 | ۳۸۵٬۲۳۰     | ۳۰ سپتامبر ۲۰۲۲ | تخمین فصلی ملی         |
| جرزی (بریتانیا)      |                         | ۱۰۳٬۲۶۷     | ۲۱ مارس ۲۰۲۱    | تخمین ملی              |
| جزیره من (بریتانیا)  | ۸۳٬۷۳۷                  | ۸۴٬۰۶۹      | ۲۴ آوریل ۲۰۲۱   | نتایج سرشماری سال ۲۰۲۱ |
| آندورا               | ۷۷٬۲۸۱                  | ۸۰٬۱۲۰      | ۱ مه ۲۰۲۲       | تخمین ملی              |
| گرنزی (بریتانیا)     |                         | ۶۳٬۱۵۵      | ۳۱ مارس ۲۰۲۰    | تخمین ملی              |
| جزایر فارو (دانمارک) | ۴۹٬۱۱۷                  | ۵۴٬۰۸۱      | ۱ سپتامبر ۲۰۲۲  | تخمین ماهیانهٔ ملی      |
| لیختن‌اشتاین          | ۳۷٬۶۶۶                  | ۳۹٬۳۱۵      | ۳۱ دسامبر ۲۰۲۱  | تخمین شش ماههٔ ملی      |
| موناکو               | ۳۸٬۴۹۹                  | ۳۹٬۱۵۰      | ۳۱ دسامبر ۲۰۲۱  | تخمین سالیانهٔ ملی      |
| جبل طارق (بریتانیا)  | ۳۴٬۴۰۸                  | ۳۴٬۰۰۳      | ۲۶ ژوئن ۲۰۲۲    | تخمین ملی              |
| سان مارینو           | ۳۳٬۲۰۳                  | ۳۳٬۷۸۵      | ۳۰ سپتامبر ۲۰۲۲ | تخمین ماهیانهٔ ملی      |
| جزایر الند (فنلاند)  |                         | ۳۰٬۳۴۴      | ۳۱ دسامبر ۲۰۲۱  | تخمین ملی              |
| واتیکان              |                         | ۷۹۹         | ۳ ژوئیه ۲۰۱۹    | تخمین ملی              |

## توضیحات
1. ↑  شامل مناطق مورد مناقشهٔ جمهوری کریمه و شهر سواستوپول
2. ↑  جمعیت ۱۸ ناحیهٔ فرانسه از جمله ناحیه‌های فرادریایی. به استثنای سرزمین‌ها و مجموعه‌های خارج از کشور: پلی‌نزی فرانسه، کالدونیای جدید، سرزمین‌های جنوبی و جنوبگانی فرانسه، جزیره کلیپرتون، سن بارتلمی، سن مارتن، سن-پیر و میکلون، و والیس و فوتونا.
3. ↑  شامل کشورهای تشکیل‌دهنده: انگلستان، ایرلند شمالی، اسکاتلند و ولز. به استثنای ۱۴ سرزمین فرادریایی و ۳ جزیرهٔ وابسته. جبل‌الطارق، جرزی، جزیره من و گرنزی به‌طور جداگانه در زیر نشان داده شده‌اند.
4. ↑  به استثنای جمهوری خودمختار کریمه و شهر سواستوپول در شبه‌جزیره کریمه که مورد مناقشه‌اند و به‌صورت «دفاکتو» توسط روسیه اداره می‌شوند. با این حال شامل کل جمعیت قلمرو در منطقهٔ دونباس می‌شود که در آن شورش‌های مداوم توسط نیروهای جدایی‌طلب وجود دارد، و هیچ تغییری را به دلیل تهاجم روسیه در سال ۲۰۲۲ شامل نمی‌شود.
5. ↑  به جز کوزوو.
6. ↑  به جز آبخاز (۲۴۲٬۸۶۲، سرشماری سال ۲۰۱۱) و اوستیای جنوبی (۵۳٬۵۵۹، سرشماری سال ۲۰۱۵).
7. ↑  سرزمین کوزوو محل مناقشه میان جمهوری کوزوو و جمهوری صربستان است. جمهوری کوزوو در ۱۷ فوریه ۲۰۰۸ به طور یک‌جانبه اعلان استقلال کرد اما صربستان همچنان آن را جزئی از خاک خود تلقی می‌نماید. دو کشور در سال ۲۰۱۳ در پی توافق بروکسل اقدام به عادی‌سازی روابط نمودند. ۱۱۳ کشور از ۱۹۳ کشور عضو سازمان ملل متحد، کوزوو را به عنوان کشوری مستقل به رسمیت شناخته‌اند و ۱۰ کشور از اقدام خود بازگشته‌اند.